# GD Dias Ferreira
GD Dias Ferreira, pełna nazwa Grupo Desportivo Dias Ferreira – portugalski klub szachowy z siedzibą w Matosinhos, trzykrotny mistrz kraju.

## Historia
Klub został założony w 1979 roku. W 2010 roku zadebiutował w Primeira Divisão, zajmując szóste miejsce. W sezonie 2012/2013 klub zdobył wicemistrzostwo kraju, ulegając jedynie AX Gaia. W kolejnym sezonie zespół zdobył mistrzostwo Portugalii. W składzie drużyny znajdowali się wówczas m.in. Lelys Stanley Martinez Duany i Jorge Viterbo Ferreira. W trzech kolejnych latach GD Dias Ferreira zajmował drugie miejsce w lidze. Ponadto w 2015 roku klub zadebiutował w Pucharze Europy. Po zwycięstwach z L’Échiquier Amaytois, Aatosem Helsinki i SC En Passant, remisie z Hamburger SK oraz porażkach z Obiettivo Risarcimento Padova, Vålerengą i Leidsch SG portugalska drużyna została sklasyfikowana na 25. pozycji. W 2018 roku zespół zdobył drugi tytuł mistrzowski. W sezonie 2018/2019 uzyskano wicemistrzostwo kraju, a rok później – mistrzostwo. W latach 2022–2024 zespół trzy razy z rzędu kończył rozgrywki na drugim miejscu. 
Zawodnikami klubu byli m.in.: Abdimalik Abdisalimov, Ibragim Chamrakułow, Neuris Delgado Ramírez, Jorge Viterbo Ferreira, Alexandr Fier, Arian González Pérez, Karen Grigorian, Dommaraju Gukesh, Tigran Harutiunian, Lelys Stanley Martinez Duany, Aditya Mittal, Gábor Nagy, Władimir Petkow i Harnish Raja.